# Hermione Baddeley
Hermione Baddeley (Broseley, Shropshire; 13 de noviembre de 1906 – Los Ángeles, California; 19 de agosto de 1986) fue una actriz de carácter británica nominada a los Premios Óscar, que trabajó para el cine, el teatro y la televisión.  

## Biografía
Su verdadero nombre era Hermione Youlanda Ruby Clinton-Baddeley, y nació en Broseley, Inglaterra. Era descendiente del general Henry Clinton, que luchó en la Guerra de Independencia de los Estados Unidos. Su hermana mayor fue la actriz Angela Baddeley, conocida por su trabajo en la serie televisiva Arriba y Abajo. El primer marido de  Hermione fue el Honorable David Pax Tennant, descendiente de Guillermo I de Inglaterra y hermano mayor de Stephen Tennant. 
Hermione fue conocida por sus destacadas interpretaciones como actriz de reparto en largometrajes como Mary Poppins (como Ellen, la doncella), The Belles of St. Trinian's, The Unsinkable Molly Brown, Passport to Pimlico, The Pickwick Papers, Tom Brown's Schooldays y Scrooge, aunque sus primeros títulos datan de la década de 1920. Además, tuvo un papel destacado en Brighton Rock (1947).
Hermione Baddeley fue nominada al Oscar a la mejor actriz de reparto por su trabajo junto a Simone Signoret en la película dirigida por Jack Clayton Un lugar en la cumbre (1959). Con menos de tres minutos en pantalla, la suya es la interpretación más corta nominada a un premio de la Academia. 
Así mismo, en 1963 fue nominada a un Tony a la mejor actriz por su trabajo en The Milk Train Doesn't Stop Here Anymore.
Por otra parte, sus actuaciones televisivas ayudaron a incrementar su popularidad; además de muchos papeles como artista invitada, se hizo conocida para los espectadores de Estados Unidos por sus trabajos en las series Little House on the Prairie, Maude y Hechizada (Bewitched). 
Hacia el final de su carrera, Baddeley fue también una cotizada actriz de voz, destacando entre sus trabajos Los Aristogatos y The Secret of NIMH. 
Siguió trabajando esporádicamente para la televisión y el cine hasta poco antes de su fallecimiento a los 79, a causa de un ictus en 1986 en Los Ángeles, California. Baddeley fue enterrada en Amesbury, Inglaterra.

## Premios y nominaciones
Premios Óscar
| Año  | Categoría               | Película              | Resultado |
| ---- | ----------------------- | --------------------- | --------- |
| 1960 | Mejor Actriz de Reparto | Un lugar en la cumbre | Nominada  |